# Légion blanche (Zaïre)
Pour la guérilla georgienne, voir légion blanche.
La légion blanche était une unité mercenaire recrutée par le Zaïre de Mobutu Sese Seko pour soutenir les forces armées zaïroises lors de la première guerre du Congo. Constituée d'une trentaine de mercenaires français et d'une centaine de mercenaires serbes, elle ne parviendra pas à arrêter la poussée des rebelles de l'Alliance des forces démocratiques pour la libération du Congo et de leurs alliés rwandais.

## Historique

Un avion d'attaque J-21 Jastreb tels que ceux pilotés par les mercenaires serbes.

Les mercenaires sont recrutés par Christian Tavernier, un ancien colonel de l'armée belge, avec le soutien de la France. Les mercenaires, précédés d'un lourd équipement, arrivent le 2 janvier 1997.
Une trentaine de francophones sont chargés d'entraîner les FAZ. Des Serbes de Bosnie, commandés par le colonel Dominic Yugo (sr) sont également recrutés pour renforcer les FAZ. Ils disposent de moyens aériens : quatre hélicoptères Mi-24 et trois avions d'attaque J-21 Jastreb et forment également une compagnie d'infanterie.
Le détachement a également servi des russes et des ukrainiens.
Les mercenaires francophones et les troupes des FAZ qu'ils ont entraînées sont défaits à Watsa. Une des versions du combat prétend que les mercenaires ont fait face à une colonne de 20 000 rebelles et soldats rwandais, leur infligeant de lourdes pertes. Toutefois, jamais une aussi grosse colonne n'a été réunie pendant la guerre. La petite unité se replie sur Kisangani et disparait.
Basés à Kisangani pour lancer une contre-offensive face aux rebelles, les mercenaires serbes, après avoir perdu trois des leurs lors d'une reconnaissance, perdent beaucoup de leur motivation et se font surtout remarquer par leurs exactions contre les civils,. Les mercenaires prennent la fuite depuis l'aéroport de Kisangani-Bangoka lors de l'attaque générale rebelle.
Malgré le mythe de l'invincibilité militaire européenne en Afrique, le coûteux recrutement de mercenaires étrangers s'est révélé inefficace.